# Odznaka „Dawca Przeszczepu”
Odznaka „Dawca Przeszczepu” – polska odznaka resortowa, ustanowiona ustawą z dnia 1 lipca 2005 o pobieraniu, przechowywaniu i przeszczepianiu komórek, tkanek i narządów, w celu uhonorowania osób, które poświęciły swój czas i zdrowie dla ratowania życia innych osób poprzez dobrowolne oddanie narządu, szpiku lub innych regenerujących się komórek i tkanek do transplantacji. Odznaka ma dwa stopnie:
- Odznaka „Dawca Przeszczepu"
- Odznaka „Zasłużony Dawca Przeszczepu"

## Zasady nadawania
- Odznakę „Dawca Przeszczepu” nadaje się osobie, u której dokonano pobrania szpiku lub innej regenerującej się tkanki. Odznakę i legitymację potwierdzającą posiadanie tytułu „Dawca Przeszczepu” wydaje zakład opieki zdrowotnej, w którym dokonano pobrania.

Kierownik podmiotu leczniczego, w którym dokonano pobrania szpiku lub innych regenerujących się komórek i tkanek, zawiadamia listem poleconym dawcę o terminie i miejscu wręczenia odznaki „Dawca Przeszczepu” wraz z legitymacją. Zawiadomienie zostaje wysłane nie później niż na 30 dni przed terminem wręczenia odznaki i legitymacji „Dawcy Przeszczepu”. Odznakę oraz legitymację wręcza kierownik podmiotu leczniczego bądź osoba przez niego upoważniona. Odznakę tej samej osobie można nadać tylko raz.
- Odznakę „Zasłużony Dawca Przeszczepu” wraz z legitymacją wręcza uroczyście minister do spraw zdrowia lub osoba przez niego upoważniona.

Dawcy Przeszczepu, który oddał szpik lub inne regenerujące się komórki i tkanki więcej niż raz oraz dawcy narządu, przysługuje tytuł „Zasłużony Dawca Przeszczepu”.

## Opis odznaki
Wzór odznaki wprowadzony został rozporządzeniem ministra zdrowia z 29 sierpnia 2008:
- Odznaka „Dawca Przeszczepu” ma kształt koła o średnicy 20 mm i jest wykonana z metalu, w kolorze srebrnym. Na awersie odznaki znajduje się symboliczny wizerunek serca otoczony kolistym napisem „Dawca Przeszczepu”. Symboliczny wizerunek serca jest wypukły. Na rewersie odznaki jest umocowana agrafka.
- Odznaka „Zasłużony Dawca Przeszczepu” ma kształt koła o średnicy 20 mm i jest wykonana z metalu, w kolorze złotym. Na awersie odznaki znajduje się symboliczny wizerunek serca otoczony kolistym napisem „Zasłużony Dawca Przeszczepu”. Symboliczny wizerunek serca jest wypukły. Na rewersie odznaki jest umocowana agrafka.

## Opis legitymacji
Legitymacją jest kartonikowy prostokąt o wymiarach 100 mm na 140 mm składany w połowie dłuższych boków.
Zewnętrzna strona: okładka niebieska z wytłoczonym napisem „DAWCA PRZESZCZEPU”
Wewnętrzna strona: Po lewej stronie umieszczone miejsca na numer legitymacji oraz datę nadania, po prawej graficzne przedstawienie odznaki oraz miejsca na nazwisko odznaczonego, pieczątkę zakładu opieki zdrowotnej oraz podpis kierownika placówki.